# Bajazid I.
Bajazid I. (oko 1354. – 1403.), osmanski sultan.
Bajazid I. postaje sultan 15. lipnja 1389. godine kada mu otac Murat I. pogiba u bitci na Kosovu polju. Majka mu je bila Gospa Gülçiçek. Zbog svog temperamenta ubrzo dobiva nadimak "grom".
 Bajazit se oko 1384. godine oženio s Devlet Hatun, koja je bila majka Bajazitovog prijestolonasljednika Mehmeda I.
Njegova vladavina je vrijeme neprekidnih ozbiljnih vojnih sukoba. U prvom razdoblju njegovu pažnju privlače sjeverna Grčka, Bugarska i Konstantinopol koji se nalazi pod blokadom. To razdoblje završava bitkom kod Nikopolja 1396. godine kada je velika križarska vojska uništena. Prije kažnjavanja Bizanta zbog poziva križarima Bajazid odlazi u Aziju obračunati se sa svojim sunarodnjacima koji žive u Karamanskom emiratu. Nakon povratka pokušava neuspješnu invaziju Peloponeza i veliku opsadu Konstantinopola. Drevna prijestolnica spašena je samo glupošću ovog sultana koji je diplomatskim putem uvrijedio Timur Lenka. 
U ratu koji slijedi osmanska je vojska potpuno potučena u bitci kod Angore 1402. godine, a sam Bajazid je zarobljen. Sljedeće godine umire u zarobljeništvu, što rezultira prvim i jedinim osmanskim građanskim ratom u kojem su se sukobili Bajazidovi sinovi: Sulejman,  Musa,  Isa i Mehmed I.
| Prethodnik: | Vladar Osmanskog Carstva (1389. – 1402.) | Nasljednik:                      |
| Murat I.    | Vladar Osmanskog Carstva (1389. – 1402.) | Sulejman , Musa, Isa i Mehmed I. |